# Manon Hopf
Manon Hopf (* 1990 in Kempten, Deutschland) ist eine deutsche Lyrikerin.

## Leben
Manon Hopf, geboren in Kempten und in Isny im Allgäu aufgewachsen, studierte Literaturwissenschaften in Mainz und Frankfurt am Main, wo sie auch ihren Master bestand; daneben hat sie einen Master in Literarischem Übersetzen aus dem Französischen in München erworben. Von 2015 bis 2019 lebte sie in Wiesbaden.
Als Lyrikerin hat sie an diversen Wettbewerben teilgenommen und in verschiedenen Zeitschriften, so Erostepost und Manuskripte, veröffentlicht.
Manon Hopf lebt in Mannheim.

## Auszeichnungen (Auswahl)
- 2015 Martha-Saalfeld-Förderpreis
- 2016 Preisträgerin des 33. Jungen Literaturforums Hessen-Thüringen
- 2024 Gerlinger Lyrikpreis

## Werk
- hand, legungen, 2021 (Lyrik). ISBN 978-3-00-070516-8
- Kontinuitäten, Lyrisches Essay (Lyrik), 2021, Broschur. ISBN 978-3-00-070516-8
- hier steht dein mensch. verwandlungen. (Lyrik), 2024. hochroth Heidelberg. ISBN 978-3-949850-50-9
- Übersetzung aus dem Französischen: Stalins Alpinisten. Der Fall Abalakow, 2021, Tyrolia-Verlag. ISBN 978-3-7022-3972-5